# 906

## Догађаји
- 27. фебруар – Битка код Фрицлара: Конрадини су поразили грофове Бабенберг, да би се успоставили као војводе Франконије (данашња Баварска). Гроф Конрад Старији гине у бици; његов син Конрад Млађи постаје војвода Франконије.
- Лето – Кнез Мојмир II зауставља напредовање пљачкашких Мађара под великим кнезом Арпадом у Великој Моравској.
- Шкотски краљ Константин II сазива скупштину у Сцонеу. Шкотско хришћанско свештенство под бискупом Целаком се залаже да се закони и дисциплине вере, као и закони цркава и јеванђеља, чувају паритер цум Сцоттис.
- 22. октобар - Абасидски командант Ахмад ибн Кајгала предводи напад на Византијско царство из Тарса, којем се придружио гувернер Рустам ибн Бараду. Он стиже до реке Халис и узима 4.000–5.000 заробљених.
- Земљотрес 906. Каргоп: догодио се у манастиру Каргоп, Јерменија. Манастир је познат и као Ксотакерк, манастир вегетаријанаца. Земљотрес се догодио отприлике 150 година након земљотреса у провинцији Вајотс Дзор 735. године и погађа исти регион.